# خوزه ماریا ولاسکو ایبارا
خوزه ماریا ولاسکو ایبارا (به اسپانیایی: José María Velasco Ibarra) (زادهٔ ۱۹ مارس ۱۸۹۳ – درگذشتهٔ ۳۰ مارس ۱۹۷۹) یک سیاستمدار اهل اکوادور بود. وی هفت بار بین سال‌های ۱۹۳۴ تا ۱۹۷۲ رئیس‌جمهور اکوادور بود.
خوزه ماریا ولاسکو ایبارا در ۳۰ مارس ۱۹۷۹، در سن ۸۶ سالگی درگذشت.
هدف آن برجسته کردن شخصیت، شغل سیاسی و کار این شخصیت تاریخی بحث‌برانگیز ملت است.
ایجاد آن به لطف اهدای اسناد، عکس‌ها، تزئینات و اشیا personal شخصی مهم توسط رهبران همکار، اقوام، دوستان و پیروان دکتر ولاسکو ایبارا، به ویژه خانم ویکتوریا سامانیگو د سالازار، منشی خصوصی در دوره چهارم دادرسی خود بود. پزشکان پدرو ولاسکو اسپینوزا و خیمه آکوستا اسپینوزا، خانم زویلا یانز د کارریلو، مربی و رهبر ولاسکوئیستا و آقای لوئیس سالاس منچنو، رهبر حمل و نقل، و دیگران. برخی از عکسها از بایگانی تاریخی بانک مرکزی اکوادور به دست آمده‌است.
خوزه ماریا ولاسکو ایبارا، یک سخنران غیرقابل عبور، توده‌ها، «خرابکاری» را که توسط مردم از همه بخش‌های مردم نشان داده شده بود، به ارمغان آورد: صنعتگران، کارگران، رانندگان، کشاورزان و دیگران. وی تلاش خود را به سوی تحقق دو هدف بزرگ معطوف کرد: بهبود آموزش و ارتباطات جاده ای در کشور. او مسئول امضای فرمان ایجاد دانشگاه‌های خصوصی است، در این میان دانشگاه کاتولیک اکوادور برجسته است، اولین مؤسسه خصوصی آموزش عالی، که قرار بود کار خود را به عنوان دانشگاه کاتولیک کویتو از ۴ نوامبر ۱۹۴۶ آغاز کند تا ۲۴ ژانویه ۱۹۵۴، تاریخی که وی در آن به دانشگاهی که امروز اشغال می‌کند نقل مکان کرد. در سال ۱۹۶۳ سلطنت مقدس به این م institutionسسه عنوان دانشگاه کاتولیک پاپی اکوادور اعطا کرد.
در مورد طرح راه، این پروژه شامل ساخت جاده‌ها و بهسازی جاده‌های موجود، مانند جاده‌های دوران-تامبو، گیرون-پاساژه، باباهوی-کوئدو، سانتو دومینگو-کوینینده، پاپالاکتا-لاگو آگریو و کاجابامبا پالاتانگا-بوکای بود.
خوزه ماریا ولاسکو ایبارا در سال ۱۹۷۹، اندکی پس از همسر دومش کورینا پارال، در کویتو درگذشت. با او، ولاسکیسمو به عنوان یک جنبش سیاسی از بین می‌رود، اما یاد آن هنوز در حافظه مردم اکوادور وجود دارد.